# Ammodytes hexapterus
Ammodytes hexapterus är en fiskart som beskrevs av Pallas, 1814. Ammodytes hexapterus ingår i släktet Ammodytes och familjen tobisfiskar. Inga underarter finns listade i Catalogue of Life.

## Bildgalleri

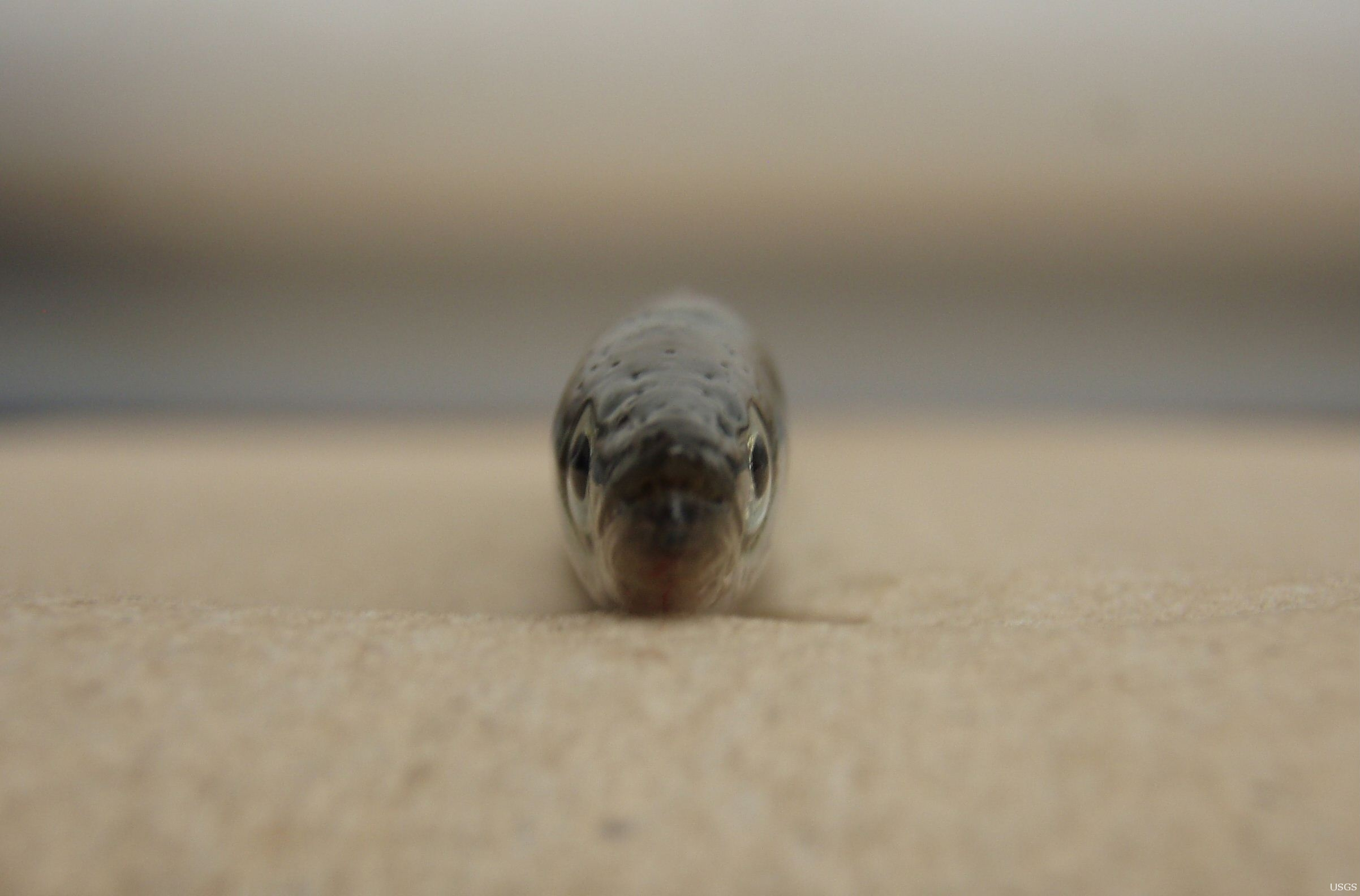